# Церква Блаженного Священномученика Миколая Чарнецького (Млинівці)
Церква Блаженного Священномученика Миколая Чарнецького в Млинівцях — чинна мурована церква в селі Млинівці Тернопільського району Тернопільської области. Парафія належить до Зборівського деканату Тернопільсько-Зборівської архієпархії Української греко-католицької церкви.

## Історія церкви
Парафія, заснована 4 серпня 1997 року, збудувала церкву протягом 2001—2008 років. Авторами архітектурного проєкту стали Михайло Нетриб'як та Володимир Сало.
Ідея будівництва храму належить Галині Михайлюк та Марії Борсук. Спочатку будівельні роботи очолювала Ольга Трембуляк, а з 2004 року до неї приєднався отець Андрій Мушинський.
У 2011 році в церкві встановили кований іконостас, автором якого був отець Тадей Нога. Наступного року його розписали. Престіл і проскомидійник створив отець Андрій Мушинський.
Освячення церкви відбулося 25 липня 2010 року за участі владики Василія Семенюка.
Фактично, парафія почала свою діяльність у 1997 році, а богослужіння в новій церкві розпочалися з 2010 року.
Парафію відвідували владики: Михаїл Сабрига (25 листопада 2011) та Василій Семенюк (25 липня 2012).
У храмі зберігаються мощі блаженного священномученика Миколая Чарнецького, які були передані парафії у 2011 році. При церкві діють спільноти «Матері в молитві» та Вівтарна дружина. На території парафії також є фігура Матері Божої.

## Парохи
- о. Іван Пиріг (1997—2000),
- о. Володимир Гуцанюк (2000—2004),
- о. Андрій Мушинський (з 2004).